# Ламбин, Николай Петрович
Николай Петрович Ламбин (?—1882) — русский историк; библиотекарь Петербургской академии наук.

## Биография
В 1831 году окончил 3-ю Санкт-Петербургскую гимназию (первым по списку); затем учился на историко-филологическом факультете Императорского Санкт-Петербургского университета, который окончил со степенью кандидата в 1834 году. Был учителем военно-учебных заведений, затем библиотекарем Императорской Санкт-Петербургской академии наук.
Умер в 1882 году.

## Исторические исследования
Первой публикацией стала «История Петра Великого» в 1843 году. Неизвестность имени сочинителя вооружила «против нового автора громкие голоса критиков», которые объявили, что «труд г. Ламбина не что иное, как компиляция и риторика». Тем не менее, Л. В. Брант отмечал: «что если труд г. Ламбина — труд, по крайней мере усердный и добросовестный — и не исторгает полной похвалы, то заслуживает, однако же, снисходительного одобрения».
Сторонник норманизма, Ламбин, по поводу мнения Костомарова о жмудском происхождении варягов, напечатал полемическую брошюру «Объяснение сказаний Нестора о начале Руси» (СПб., 1860). В 1872 году за сочинение «Опыт восстановления и объяснения Несторовой летописи» ему была присуждена Уваровская премия. Полностью оно не было напечатано; отрывками из этого труда являются статьи Ламбина в «Журнале Министерства народного просвещения»: «О слепоте Якуна и его златотканной луде» (1858, Ч. 98), «Источник летописного сказания о происхождении Руси» (1873, №№ 6 и 7), «Действительно ли поход Олега под Царьград сказка?» (1873, № 7); «О Тмутараканской Руси» (1874, № 1),; «Славяне на северном Черноморье» (1877, №№ 5 и 6; 1879, № 12), а также статья «О годе смерти Святослава Игоревича, великого князя Киевского» («Записки Академии Наук». — 1876, Т. 28. — С. 119—156).
Путём сличения разных списков Ламбин пытался восстановить древний текст летописи, авторство которой он приписывал Нестору. Он доказывал, что некоторые предания начальной летописи имеют византийский источник, и притом документальный и официальный. По его мнению, при церкви Св. Илии в Киеве уже при самом появлении христианства в России, была духовная, а в то же время и политическая миссия, составлявшая для византийского правительства доклады о различных событиях, которые и посылались в Царьград, черновые же оставлялись в Киеве. Таким образом, при церкви образовался своего рода архив, документы из которого, хотя не в целости, и стали известны Нестору после закрытия миссии при Владимире Святом.
По мнению Ламбина, рассказ летописи о дунайской родине Словенъ кончается словами: «тѣм же и грамота прозвася словѣнская». По замечанию Ламбина, выражение «нынѣ» в летописной фразе «еже ся нынѣ зоветь Угорское» указывает на обозначение того, чего ещё не было во время описываемого факта.